# Chùa Phổ Minh (Buôn Ma Thuột)
Chùa Phổ Minh là một ngôi chùa được xem là ngôi chùa lớn thứ 2 ở thành phố Buôn Ma Thuột. Chùa tọa lạc tại số 68 đường Nguyễn Cư Trinh, phường Tự An, thành phố Buôn Ma Thuột, tỉnh Đăk Lăk, cách trung tâm thành phố Buôn Ma Thuột 1 km về phía đông nam.

## Lịch sử hình thành
Cuối năm 1954, một số chư tăng của Giáo hội Phật giáo Tăng già Bắc Việt, cùng với một số tín đồ Phật giáo di cư vào Nam, dưới sự hướng dẫn của các tăng sĩ Thích Tâm Châu, Thích Độ Lượng, đã lên Buôn Ma Thuột dựng trại định cư Phật giáo lấy tên Hưng Đạo. Và ngôi chùa cũng được thành lập vào mùa Phật đản Phật lịch 2499, năm Ất Mùi 1955, thuộc hệ phái Phật giáo miền Vĩnh Nghiêm, trực thuộc hệ thống Phật giáo Bắc Việt.
Cơ sở ban đầu của ngôi chùa được xây dựng tại khu nghĩa trang cách vị trí hiện nay 500m về hướng Tây và đến năm Ất Tỵ 1965 thì được di chuyển ra vị trí mới. Cũng từ đó chùa chính thức lấy hiệu là Phổ Minh.
Năm 1968, do ảnh hưởng của bom Mỹ, ngôi chùa bị hư hại 80%. Ngôi chùa được các tăng nhân và Phật tử trùng tu lớn, mang dáng dấp như ngày nay. Năm 1985, chùa được trùng tu thứ hai nhằm mở rộng diện tích Chính điện lên khoảng 100m2. Năm 1991, các Phật tử thực hiện việc tôn tượng Thích Ca thành đạo. Năm 1995, chùa xây dựng Hội trường, năm 1996 xây dựng Bảo Cái Di Lặc và năm 1998 xây dựng lại Nhà Tổ.

## Các đời trụ trì
- 1955-1960: Thượng tọa Thích Độ Lượng
- 1960-1963: Trống tòa (do Đại đức Thích Thanh Thuyên và Đại đức Thích Thanh Nhuệ điều hành).
- 1963-1969: Trống tòa (do Ban trị sự chi hội Phật giáo Vĩnh Nghiêm Đăk Lăk, với ông Phạm Đức Quang (Lý Sầm) làm Trưởng ban điều hành)
- 1969-2001: Hòa thượng Thích Thiện Liên[2]
- 2001-nay: Đại đức Thích Trí Minh.

## Kiến trúc

### Tổng quan
Kiến trúc ngôi chùa khá đặc sắc với khuôn viên được tọa lạc trên một ngọn đồi thoáng mát phong cảnh hữu tình. Chùa hướng về phía Tây Nam và nhìn xuống thung lũng. Và để thể hiện đúng tinh thần của Phật tử xứ Bắc luôn hướng về quê hương nguồn cội, Phật tử chùa đã sử dụng ngôi chùa cũ và khuôn viên đất làm đình để tôn thờ Quốc Tổ Hùng Vương, Đức Thánh Trần Hưng Đạo và các vị anh hùng dân tộc khác.
Hiện nay Chính Điện đã được mở rộng so với trước và tổng diện tích Chính Điện hoảng 300m2. Các họa tiết hoa văn trang trí được làm theo phong cách Phật giáo thời lýTrần. Dáng vẻ ngôi chùa uy nghi, mang đậm bản sắc Phật giáo xứ Bắc.

### Hai bảo vật của chùa
Mùa thu năm Canh Tý 1960, với mong ước được hòa bình Phật tử chùa đã phát nguyện rồi tháo bỏ đầu đạn và thuốc súng, sử dụng các tút và vỏ đạn đó để đúc nên Đại Hồng Chung nặng 400 kg và một pho tượng Phật A Di Đà. Đây là 2 bảo vật và cũng là niềm tự hào của Phật tử chùa Phổ Minh. Qua nhiều lần ngôi chùa bị phá hủy do chiến tranh nhưng 2 bảo vật này vẫn không hề suy chuyển. Hiện nay 2 bảo vật này vẫn đang được tôn trí tại bản tự.

## Các cơ sở trực thuộc

### Công ty TNHH Phổ Minh Ban Mê
Thành lập ngày 12 tháng 3 năm 2011 với mục đích kinh doanh nhằm giúp đỡ trang trải cho Viện dưỡng lão làm nơi nương tựa cho các Phật tử.. Các sản phẩm kinh doanh gồm:
- Sản phẩm nước uống tinh khiết đóng chai loại 21l; 1,5l; 750ml; 330ml.
- Nhang, đèn cầy (nến) và trầm hương.
- Đồ thờ cúng.
- Văn hóa phẩm phật giáo.

### Viện dưỡng lão
- Khởi công xây dựng 6/7/2011(6/6 năm Tân Mão) và dự kiến hoàn thành trong 2 năm.
- Quy mô nuôi dưỡng 300 cụ và thực hiện một số công tác từ thiện khác.

## Một số hình ảnh về chùa Phổ Minh thành phố Buôn Ma Thuột

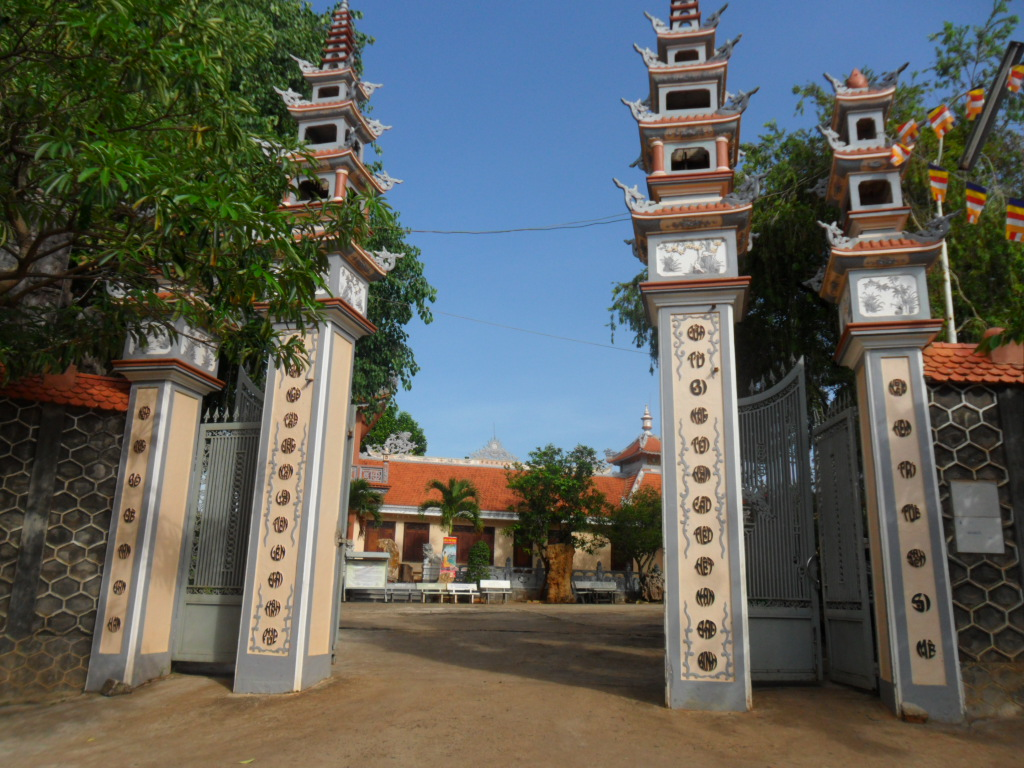
Cổng cũ của chùa, nay là cổng phụ
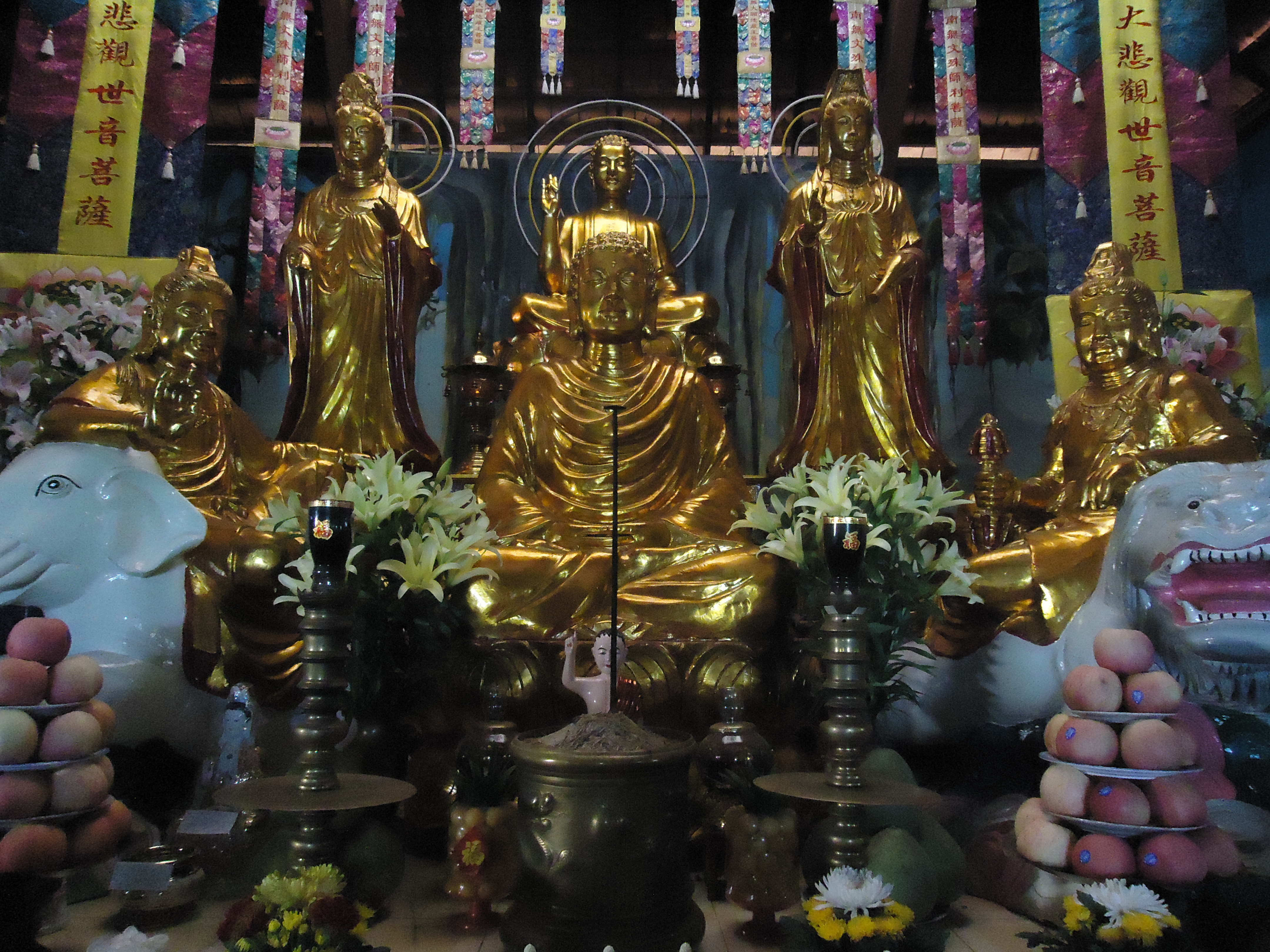
Tượng Phật tại Chính Điện
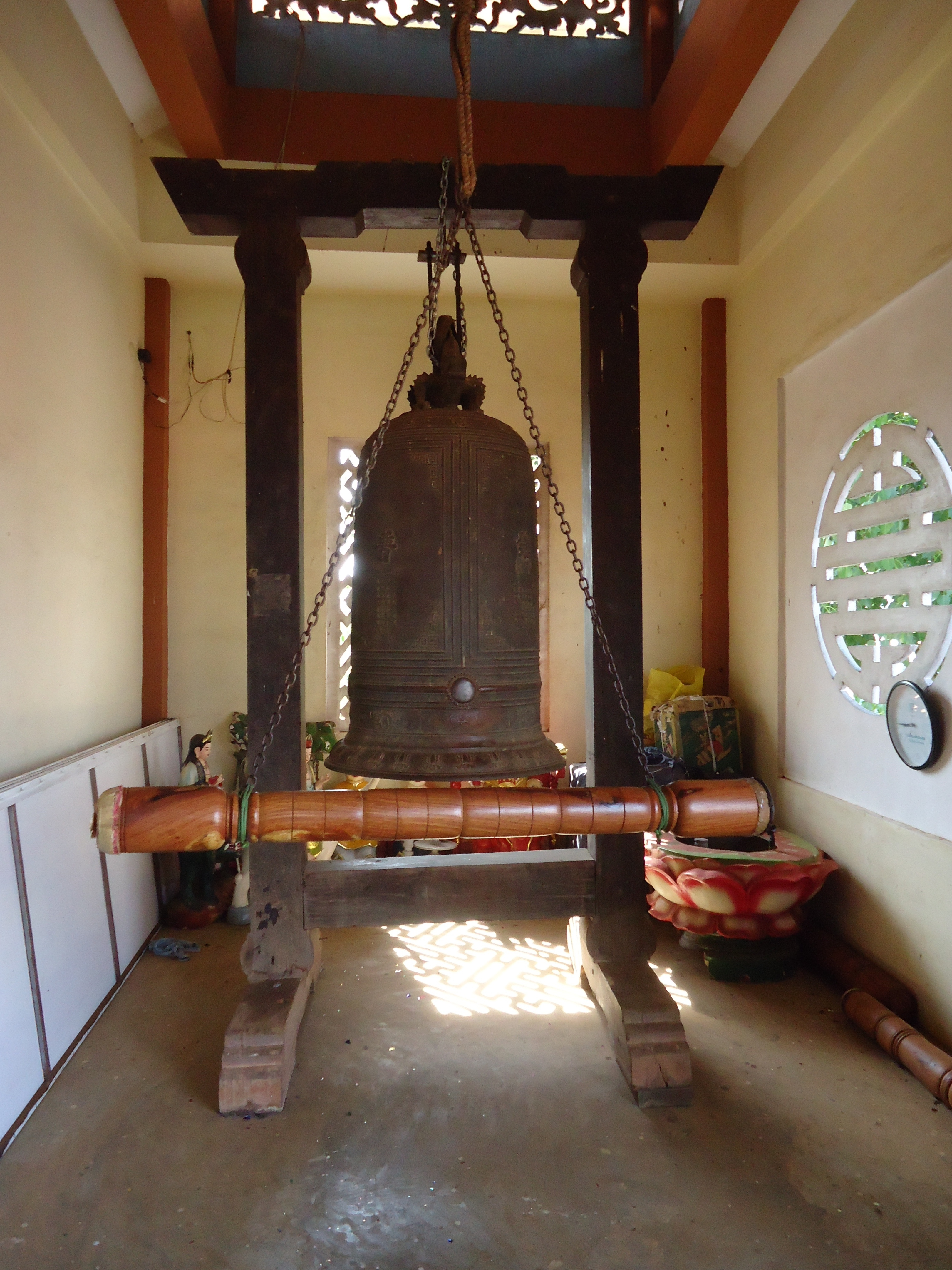
Đại Hồng Chung của chùa